# Globba rahmanii
Globba rahmanii là một loài thực vật có hoa trong họ Gừng. Loài này được Yusof mô tả khoa học đầu tiên năm 2004.